# Limnokhórion (ort i Grekland)
Limnokhórion är en ort i Grekland.   Den ligger i prefekturen Nomós Achaḯas och regionen Västra Grekland, i den centrala delen av landet, 200 km väster om huvudstaden Aten. Limnokhórion ligger 20 meter över havet och antalet invånare är 1 213.
Terrängen runt Limnokhórion är platt åt nordväst, men åt sydost är den kuperad. Havet är nära Limnokhórion åt nordost. Runt Limnokhórion är det ganska tätbefolkat, med 108 invånare per kvadratkilometer. Närmaste större samhälle är Káto Achaḯa, 6,1 km öster om Limnokhórion. == Kommentarer ==
1. ↑  Framräknat ur variansen i alla höjduppgifter (DEM 3") från Viewfinder Panoramas, inom 10 km radie.[2] Mer om algoritmen finns här: Användare:Lsjbot/Algoritmer.